# أندرو بيك
أندرو بيك (بالإنجليزية: Andrew Peck)‏ هو ملاكم كيك بوكسينغ نيوزلندي، ولد في 3 يوليو 1973 في أوكلاند في نيوزيلندا.